# Verticordia penicillaris
Verticordia penicillaris är en myrtenväxtart som beskrevs av Ferdinand von Mueller. Verticordia penicillaris ingår i släktet Verticordia och familjen myrtenväxter. Inga underarter finns listade i Catalogue of Life.